# Karanglewas (Jatilawang)
Karanglewas is een bestuurslaag in het regentschap Banyumas van de provincie Midden-Java, Indonesië. Karanglewas telt 2387 inwoners (volkstelling 2010).